# Scharnik
Scharnik to szczyt w grupie Kreuzeckgruppe, w Wysokich Taurach w Alpach Wschodnich. Leży w Austrii, w Karyntii. Na szczyt można dostać się z miejscowości Irschen, drogą do schroniska Ochsnerhütte lub ze schroniska Hugo Gerbers Hütte.